# Zornica Marinova
Zornica Marinova (in bulgaro Зорница Маринова?; Veliko Tărnovo, 6 gennaio 1987) è un'ex ginnasta bulgara, specializzata nella ginnastica ritmica.

## Palmarès

### Olimpiadi
- 1 medaglia:
  - 1 bronzo (Atene 2004 nel concorso a squadre)